# Johnny Gammage
Johnny Gammage (* 20. Juli 1964; † 12. Oktober 1995 in Brentwood) war ein afroamerikanischer Kraftfahrer, der in einem fast ausschließlich von Weißen bewohnten Vorort von Pittsburgh im US-Bundesstaat Pennsylvania starb, nachdem er von Polizisten wegen „unregelmäßigen Fahrens“ angehalten worden war. 
Die Polizei berichtete, dass er in einem „Handgemenge“ ums Leben gekommen sei. Der Untersuchungsrichter gab bekannt, dass er durch Druck auf seinen Hals und Rücken gestorben sei. Die Geschichte US-weit Schlagzeilen gemacht und führte zu einer weitreichenden Untersuchung des Justizministeriums zur Handlungsweise von US-Polizisten.
Drei weiße Polizisten wurden wegen fahrlässiger Tötung angeklagt. Einer von ihnen wurde im November 1996 freigesprochen und kurze Zeit später befördert. Die beiden Anderen wurden nach zwei fehlgeschlagenen Verfahren ebenfalls freigesprochen, nach dem Rechtsgrundsatz Ne bis in idem.
Die Tat wird in dem Lied Police Story von Anti-Flag und in Triple 7 Special des Rappers Sun Rise Above beschrieben.